# Maria Rius (d'Arbeca)
Maria de Riu Berengué, més coneguda com a Maria Rius (Arbeca, 1900 - c. 1970) fou una activista anarquista catalana.

## Biografia
Va néixer en una família obrera i els pares no disposaven de diners per portar-la a l'escola. Als 9 anys entrà a treballar de camisera. Emigra a Barcelona i coneix els anarquistes. Als 18 anys milita a la CNT amb el carnet núm. 1 del Sindicat del Vestir. Tot i la tasca sindical, no deixava de banda altres activitats socials, com el suport i l'ajut als presos de la seva organització. Va ajudar sovint a amagar els pròfugs o a organitzar fugues, ja que era molt seriosa i discreta. El 1924 va ser detinguda. A casa seva trobaren explosius i armes i fou condemnada a 8 anys de presó. Maria Rius va tornar a intervenir en fugues i fou assenyalada reiteradament com a organitzadora de les fugues, per la qual cosa va haver de marxar a França.
A la caiguda de la Dictadura, el 1930, Maria va tornar a Catalunya i es va incorporar al Comitè femení proamnistia de Barcelona, i feu una intensa campanya d'ajut als presos. El 14 d'abril de 1931 va assaltar la presó de dones del carrer d'Amàlia. Ella que coneixia bé aquell establiment, es va posar al front del grup dels assaltants, alliberant les companyes empresonades i cremant els arxius. Amb les dones alliberades van marxar en manifestació fins a la plaça de l'Ajuntament de Barcelona. El 19 de juliol de 1936, Maria Rius va ocupar el seu lloc en la lluita del carrer, igual que molta de la seva gent. El mes de març de 1937 es va incorporar a la columna Hilari Zamora, destacada a Sástago. Va prendre part en la presa de la població de Quinto i en la del turó Carnero. Al final de la guerra, el 1939, va marxar a França i es desconeix quan va morir.